# Marian Enache (canotor)
Marian Enache (n. 5 august 1995, Târgu Cărbunești, România) este un canotor român, medaliat cu aur la Paris 2024.
A reprezentat România la Jocurile Olimpice de vară din 2020. Împreună cu Andrei Cornea a câștigat medalia de aur în proba de dublu vâsle la Campioantul European de la Seghedin din 2024. În același an ei au participat la Jocurile Olimpice de la Paris unde au cucerit medalia de aur în proba de dublu vâsle.
În 2024 el a fost distins cu Ordinul Meritul Sportiv clasa I. Din 2025 este cetățean de onoare al Craiovei.